# Bitva u Sentina
Bitva u Sentina byla rozhodující bitvou třetí samnitské války, jež byla vybojována v roce 295 př. n. l. poblíž Sentina (dnešní Sassoferato v oblasti Marche, asi 56 km jihozápadně od Ancony a asi 52 km severovýchodně od Perugie). Římané zde přemohli hrozivou koalici Samnitů, Etrusků, Umbrů a jejich galských spojenců. Výsledkem tohoto prý do té doby největšího válečného střetnutí na půdě Itálie bylo vítězství Římanů, kterým tak padla k nohám většina Apeninského poloostrova.
Římanům veleli konzulové Publius Decius Mus a Fabius Maximus Rullianus. Římské vojsko čítalo kolem 38 000 mužů a tvořily jej čtyři římské legie, silný kontingent římského jezdectva, vybraná jízda z Kampánie, 4 spojenecké a latinské legie a spojenecká jízda. Proti nim se nakonec postavili pouze Samnité a Galové, neboť Etruskové a Umbrové se vrátili do svých domovů, které byly ohrožovány menšími římskými silami.
Na rovině poblíž Sentina na sebe narazily dvě stejně silné armády, které však vyčkávaly dva dny, než se odvážily srazit se v boji. Potom Římané, kteří už nedokázali zadržet svoji lačnost po boji, konečně napadli své nepřátele. Fabius velel legiím stojícím naproti Samnitům, zatímco Decius čelil Galům. Římská linie se nejprve prohnula pod náporem galských válečných vozů, pak se ale prý Decius, podobně jako jeho stejnojmenný otec v roce 340 př. n. l., vrhl doprostřed galských řad. Třebaže přitom padl, jeho čin pozvedl morálku jeho mužů, kteří se pak vzchopili a zadrželi nepřátelský nápor. Fabiovi se zatím podařilo vytlačit Samnity z bojiště a následně po křídle napadnout dosud odolávající Galy, čímž byla bitva rozhodnuta. Po této porážce sice Samnité dokázali Římanům vzdorovat ještě dalších pět let (až do roku 290 př. n. l.), nicméně jejich osud byl definitivně zpečetěn.